# Nenad Šulava
Nenad Šulava   (Osijek, 25 de desembre de 1962 - Niça, 5 de setembre de 2019) fou un jugador d'escacs croat. Estava afiliat a la Federació Monegasca d'Escacs des del 2018. El 2019 va ser el número u monegasc amb un rànquing Elo de 2427.

## Resultats destacats en competició
Šulava va guanyar el campionat juvenil de Iugoslàvia el 1981. Després de la guerra de Croàcia, es va traslladar a França a la dècada del 2000 i va participar al Campionat de França de Clubs d'Escacs.
Gran Mestre Internacional des de l'any 2000, va participar en les Olimpíades de 2000 i 2002 en el quart tauler de l'equip croat, fent deu punts en vint partides.
Va jugar el 2018 al segon tauler de l'equip de Mònaco a l'Olimpíada d'escacs del 2018.
Šulava va col·laborar a la revista d'escacs New in Chess.
Va morir el 2019 de càncer.